# Viola nannei
Viola nannei är en violväxtart som beskrevs av Polak.. Viola nannei ingår i släktet violer, och familjen violväxter. Inga underarter finns listade i Catalogue of Life.